# دورة بسيدو ستيرلينغ
دورة بسيدو ستيرلينغ هي دورة ثيرموديناميكية وتُعرف أيضًا بدورة ستيرلينغ الأديباتيكية والتي فيها إنتاج الشغل بإجراء كظوم والتسخين والتبريد يتم في إجرائين بثبات الحرارة بالاختلاف مع دورة ستيرلينغ والتي فيها إجراء الشُغل يكون بثبات الحرارة.
ومائع تشغيل الدورة ليس له قدرة علي التحمل عند الكفاءات الحرارية القُصوي لدورة بسيدو ستيرلينغ.

## تاريخيًا
دورة بسيدو ستيرلينغ تم تصميمها لمعالجة أوجه القصور المُحتملة في دورة ستيرلينغ المثالية المعزولة حرارية، وخصوصًا أن الدورة المثالية لا تُعطي معايير أو أشكال ذات قيمة للحكم علي أداء محركات ستيرلينغ المُنتشرة عالميًا.

## روابط خارجية
- Abstract of "The Pseudo Stirling cycle - A suitable performance criterion"
- Brief History of Stirling Machines p. 4 and on